# Denis O'Donovan
Denis O'Donovan ( gaélique : Donnchadh Ó Donnabháin) est un homme politique irlandais, né le 23 juillet 1955 dans un village de la péninsule de Muintir Bháire, près de Bantry, Comté de Cork, République d'Irlande. 
Sénateur du Fianna Fáil, il a été, du 8 juin 2016, au 29 juin 2020,  Cathaoirleach du Seanad Éireann (président du Sénat d'Irlande) .

## Biographie
Dernier né d'une famille de 11 enfants, il est diplômé en droit de l'Université de Cork en 1975.